# Municipio de Perico
Municipio de Perico är en kommun i Kuba.   Den ligger i provinsen Matanzas, i den nordvästra delen av landet, 150 km öster om huvudstaden Havanna. Antalet invånare är 31 147. Arean är 278 kvadratkilometer.
Terrängen i Municipio de Perico är platt.